# Championnats d'Europe d'aviron 1935
Navigation
Édition précédente Édition suivante
Les championnats d'Europe d'aviron 1935, trente-sixième édition des championnats d'Europe d'aviron, ont lieu en 1935 à Berlin, en Allemagne.

## Palmarès

### Hommes
| Épreuves             | Or | Argent | Bronze |
| -------------------- | --- | --- | --- |
| Skiff M1x            | Roger Verey (POL) | Eugen Studach (SUI) | Josef Hasenöhrl (AUT) |
| Deux de couple M2x   | Pologne Roger Verey Jerzy Ustupski | Allemagne Ralf Ritter Hubert Remagen | France André Giriat Robert Jacquet |
| Deux de pointe M2-   | Hongrie Károly Győry Tibor Mamusich | Allemagne Paul Heyroth Erhard Schmidt | Autriche Rudolf Höpfler Camillo Winkler |
| Deux barré M2+       | Italie Almiro Bergamo Guido Santin Luciano Negrini (barreur)                                                                                       | Allemagne Friedrich Devantier Wilhelm Tietz Werner Klatte (barreur)                                                                                      | Pologne Stanisław Kuryłłowicz Witalis Leporowski Mieczysław Bącler (barreur)                                                                  |
| Quatre de pointe M4- | Suisse Hermann Betschart Hans Homberger Alex Homberger Karl Schmid                                                                                 | Autriche Hans Binder Wilhelm Pichler Camillo Winkler Rudolf Höpfler                                                                                      | Italie Mario Lazzati Ermenegildo Manfredini Carlo Zuccaro Augusto Ripamonti                                                                   |
| Quatre barré M4+     | Allemagne Rudolf Eckstein Anton Rom Ernst Gaber Wilhelm Menne Johann Pfadenhauer (barreur)                                                         | France Marcel Chauvigné Jean Cosmat Marcel Vandernotte Fernand Vandernotte Noël Vandernotte (barreur)                                                    | Italie Valerio Perentin Giliante D'Este Nicolò Vittori Umberto Vittori Renato Petronio (barreur)                                              |
| Huit M8+             | Hongrie Pál Domonkos Imre Kapossy Antal Szendey Sándor von Korompay Gábor Alapy Frigyes Hollósi László Szabó Hugó Ballya Ervin Kereszthy (barreur) | Suisse Hans Steiner Ernst Rufli Rudolf Homberger Max Schuler Hermann Betschart Hans Homberger Alex Homberger Karl Schmid August Hegetschweiler (barreur) | France Émile Lecuirot Bernard Batillat Henri Souharce Alphonse Bouton Daniel Guilbert R. Picot A. Desvergnes Guy Levret Robert Léon (barreur) |